# Чернобил
Вижте пояснителната страница за други значения на Чернобил.
Черно̀бил (на украински: Чорнобиль; на руски: Чернобыль) е изоставен град, разположен до река Припят в Северна Украйна, Киевска област близо до границата с Беларус.

## История
Споменат е за пръв път в летопис от 1193 г. През средновековието е под контрола на Жечпосполита, а през 1793 г. преминава към Руската Империя. До 20 век мнозинството от населението са евреи, като Чернобил е бил център на хасидизма. Към 1898 г. населението на Чернобил възлиза на 10 800 души, от които 7200 – евреи. През 1905 г. и 1919 г. погроми на черносотници избиват голяма част от евреите в града.
След Първата световна война, през 1921 г. е включен в състава на Украинската ССР. Градът е окупиран от Нацистка Германия през 1941 г., вследствие на което почти всички евреи в града са избити. Освободен е през ноември 1943 г.
През 1977 г. на 14,5 км северно от града заработват мощностите на Чернобилската АЕЦ „Ленин“. Градът е евакуиран през 1986 г. в резултат на Чернобилската авария.
През 2001 г. е изключен от регистъра на населените места в Украйна.
| 1898   | 1986   | 2011 |
| ------ | ------ | ---- |
| 10 800 | 14 000 | 500  |